# 索奈
索奈（法語：Sonnay，法語發音：[sɔnɛ]）是法国伊泽尔省的一个市镇，位于该省西部，属于维埃纳区。

## 地理
索奈（45°21'17"N, 4°54'25"E）面积14.17 平方千米，位于法国奥弗涅-罗讷-阿尔卑斯大区伊泽尔省，该省份为法国东南部内陆省份，北起顺时针与安省、萨瓦省、上阿尔卑斯省、德龙省、阿尔代什省、卢瓦尔省和罗讷省。
与索奈接壤的市镇（或旧市镇、城区）包括：安茹、贝勒加德-普雪、布热尚巴吕、拉沙佩勒德叙里约、雅尔雪、维尔苏桑茹。

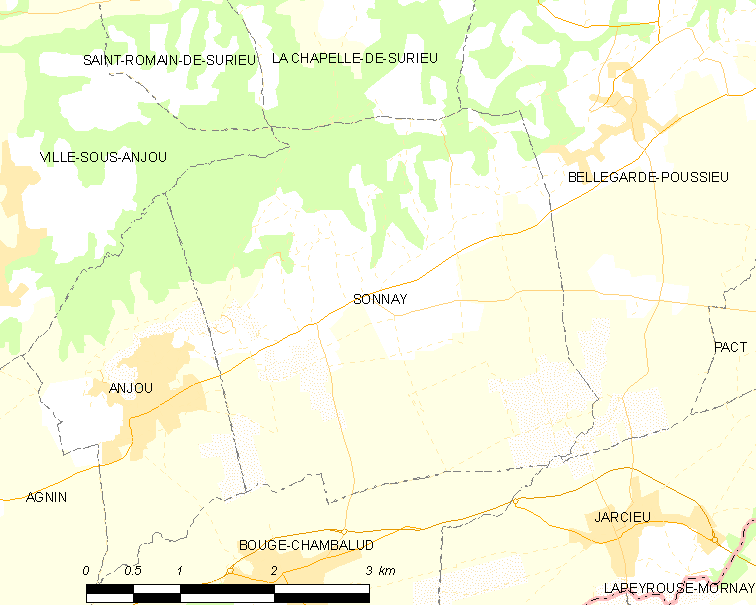
索奈的OSM定位图

索奈的时区为UTC+01:00、UTC+02:00（夏令时）。

## 行政
索奈的邮政编码为38150，INSEE市镇编码为38496。

## 政治
索奈所属的省级选区为鲁西永县。

## 人口

1962-2008年间索奈人口变化图示

索奈于2022年1月1日时的人口数量为1255人。